# Fujiwara no Yasuko
Fujiwara no Taishi (泰, còn gọi là Fujiwara no Yasuko; 1095 -1156) là một vị hoàng hậu của Nhật Bản và là vị chính phối của Thiên hoàng Toba. Tên khai sinh của cô là Fujiwara no Kunshi (勲 子), viện hiệu của cô là Kaya-no-in (高 陽) và pháp danh của cô khi xuống tóc quy y vào năm 1141 là Shōjōri (理).